# Монталвело (Мачерата)
Монталвело (итал. Montalvello) насеље је у Италији у округу Мачерата, региону Марке.
Према процени из 2011. у насељу је живело 50 становника. Насеље се налази на надморској висини од 555 м.